# Hedwig Forstreuter
Hedwig Forstreuter (* 12. Februar 1890 in Oschersleben; † 15. November 1967 in Hamburg) war eine deutsche Journalistin und Schriftstellerin.

## Familie
Hedwig Forstreuter wurde als Tochter des Ingenieurs Hermann Forstreuter und seiner Ehefrau Anna Elise, geb. Reinhardt, in ein bürgerliches Umfeld geboren. Väterlicherseits stammte sie von Salzburger Emigranten ab. Sie erhielt ihre Ausbildung zusammen mit der gleichaltrigen Ella von Klitzing auf dem Gut Neudorf der Familie von Klitzing, da die Mütter der beiden befreundet waren.

## Journalistin und Schriftstellerin
Nach dem Schulabschluss erhielt Hedwig Forstreuter eine Ausbildung beim Magdeburger General-Anzeiger. Sie wurde Redakteurin und später Schriftleiterin des Feuilletons dieser Zeitung. Daneben bearbeitete sie die „Frauen-Beilage“ der zur gleichen Verlagsgruppe gehörigen Magdeburgischen Zeitung. In ihrer Freizeit verfasste sie Lyrik und Novellen. Bis 1945 besuchte sie häufig die Familie ihrer mittlerweile mit Friedrich von Arnim verehelichten Ziehschwester auf Schloss Bornsdorf. Dort verfasste sie zahlreiche ihrer Werke.
Die schmalen Lyrikbände wurden in geringen Auflagen veröffentlicht. Ein breiteres Publikum erreichte Hedwig Forstreuter durch die Publikation von Gedichten in zum Teil renommierten Zeitschriften (z. B. Die Bergstadt, Die Dame, Die Woche, Jugend, Der Türmer, Westermanns Monatshefte). Ihre Werke wurden von der Literaturkritik positiv aufgenommen.
Für die um 1940 entstandenen aber nicht gedruckten Bilderbücher „Bunte Waldgeschichten“ und „Bärchens Abenteuer“ des Magdeburger Malers und Graphikers Wilhelm Höpfner verfasste sie die Verse.
Nach Kriegsende musste sie ihre Tätigkeit als Schriftleiterin aufgeben und als Packerin bei der Zeitung arbeiten. Ihre schriftstellerischen Arbeiten konnte sie in dieser Zeit nur bei seltenen Lesungen vortragen. Anfang der 50er Jahre verließ Hedwig Forstreuter die DDR und zog nach Hamburg, wo die Töchter ihrer inzwischen verstorbenen Ziehschwester lebten und sie bis zur Etablierung unterstützten. Sie übernahm eine Aufgabe in der Verwaltung des Hamburger Abendblatts. Nur noch selten veröffentlichten Zeitschriften ihre kleineren Arbeiten.

## Lyrikpreis
Hedwig Forstreuter erhielt im Jahr 1936 den Lyrikpreis der Zeitschrift „Die Dame“ des Deutschen Verlags, Berlin, dotiert mit 1000 RM, für ihr Gedicht „Liebende in der Landschaft“.

## Werke (Auswahl)

### Bücher
- Gedichte. Verlag Peters, Magdeburg 1913.
- An der Schwelle. Verlag Broecke, Leipzig (1918).
- Ein Albumblatt von Mozart. Kaiser Friedrich Museum der Stadt Magdeburg, Museumsheft 14. Verlag Wohlfeld, Magdeburg (1920).
- Die Fahrt nach Bimini. Verlag Erich Matthes, Leipzig 1924.
- Stufen zu Gott. Sieben-Stufen-Verlag, Leipzig (1932).
- Zwischenspiel. Eugen Händle Verlag, Mühlacker 1942.
- mit Wilhelm Höpfner: Bunte Waldgeschichten (unveröffentlicht).
- mit Wilhelm Höpfner: Bärchens Abenteuer (unveröffentlicht).
- Hedwig Forstreuter u. a.: Almanach der Dame. Fünfzig auserwählte Gedichte. Propyläen-Verlag, Berlin 1935.
- Hedwig Forstreuter u. a.: Saat in die Zukunft. Dichter und Schriftsteller des Magdeburger Landes sprechen zu uns. Eine Auslese. Hrsg. vom Kulturbund zur demokratischen Erneuerung Deutschlands. Mitteldeutsche Druckerei und Verlagsanstalt, Zweigstelle Magdeburg, (Leipzig) 1947.

### Gedichte
- Trübe Stunde. In: Jugend vom 15. November 1921. Jg. 26, Heft 29. Verlag Georg Hirth München 1921. S. 794.
- Vision. In: Jugend vom 15. Mai 1923. Jg. 28, Heft 10. Verlag Georg Hirth München 1923. S. 296.
- Ungeliebt In: Jugend vom 1. August 1923. Jg. 28, Heft 15. Verlag Georg Hirth, München 1923. S. 449.
- Traum der jungen Frau. In: Jugend vom 18. Januar 1930. Jg. 35, Heft 4. Verlag Georg Hirth, München 1930. S. 53.

### Artikel
- Die Auswanderung der Salzburger Protestanten 1731. In: Monatsblatt (der Magdeburgischen Zeitung). Jg. 1931, Nr. 73. Verlag Fabersche Buchdruckerei, Magdeburg S. 341f.
- Ruf über die Grenze. Zu Maria Kahles 50. Geburtstag. Südostdeutsche Zeitung, Organ der Deutschen in Rumänien, vom 5. August 1941. Jg. 68 (23.) Nr. 115, Temeschburg 1941, S. 7.